# Last Night - Morte nella notte
Last Night - Morte nella notte (Against the Dark) è un film direct-to-video del 2009, prodotto da Steven Seagal.

## Trama
In un futuro post-apocalittico, il comandante Tao (Steven Seagal) è un esperto di arti marziali e infallibile con la spada. Con un gruppo speciale è impegnato in una missione al limite della sopravvivenza: liberare un gruppo di sopravvissuti all'interno di un ospedale semidistrutto, abbandonato e infestato da un'orda di vampiri micidiali e, naturalmente, assetati di carne e sangue a causa di un virus.